# بريتاني هرينكو
بريتاني هرينكو (بالإنجليزية: Brittany Hrynko)‏ مواليد 24 أبريل 1993، هي لاعبة كرة سلة أمريكية. بدأت مسيرتها الاحترافية في سنة 2015. تم اختيارها من قبل فريق كونيتيكت صن خلال الدرافت. يبلغ طولها 5 قدم 8 بوصة (1.7 م). لعبت مع سان أنطونيو ستارز وتلسا شوك في الاتحاد الوطني لكرة السلة النسائية.

## روابط خارجية
- بريتاني هرينكو على موقع الاتحاد الوطني لكرة السلة النسائية (الإنجليزية)
- بريتاني هرينكو على موقع كرة السلة الأوروبية.كوم (الإنجليزية)
- بريتاني هرينكو على موقع كلية كرة السلة في سبورتس رفرنس.كوم (الإنجليزية)
- بريتاني هرينكو على موقع بروبوليرز (الإنجليزية)
- بريتاني هرينكو على موقع سبورتس رفرنس (الإنجليزية)